# Palmarès dell'Igualada Hoquei Club
L'Igualada Hoquei club nella sua storia ha vinto in ambito nazionale cinque campionati nazionali e due Coppe del Re; in ambito internazionale vanta sei Euroleghe e cinque Coppe Continentali. A questi trofei si aggiunge la finale persa di Champions League 2002-2003 e le sconfitte in finale di Coppa CERS (1988-1989 e 1991-1992).

## Competizioni ufficiali

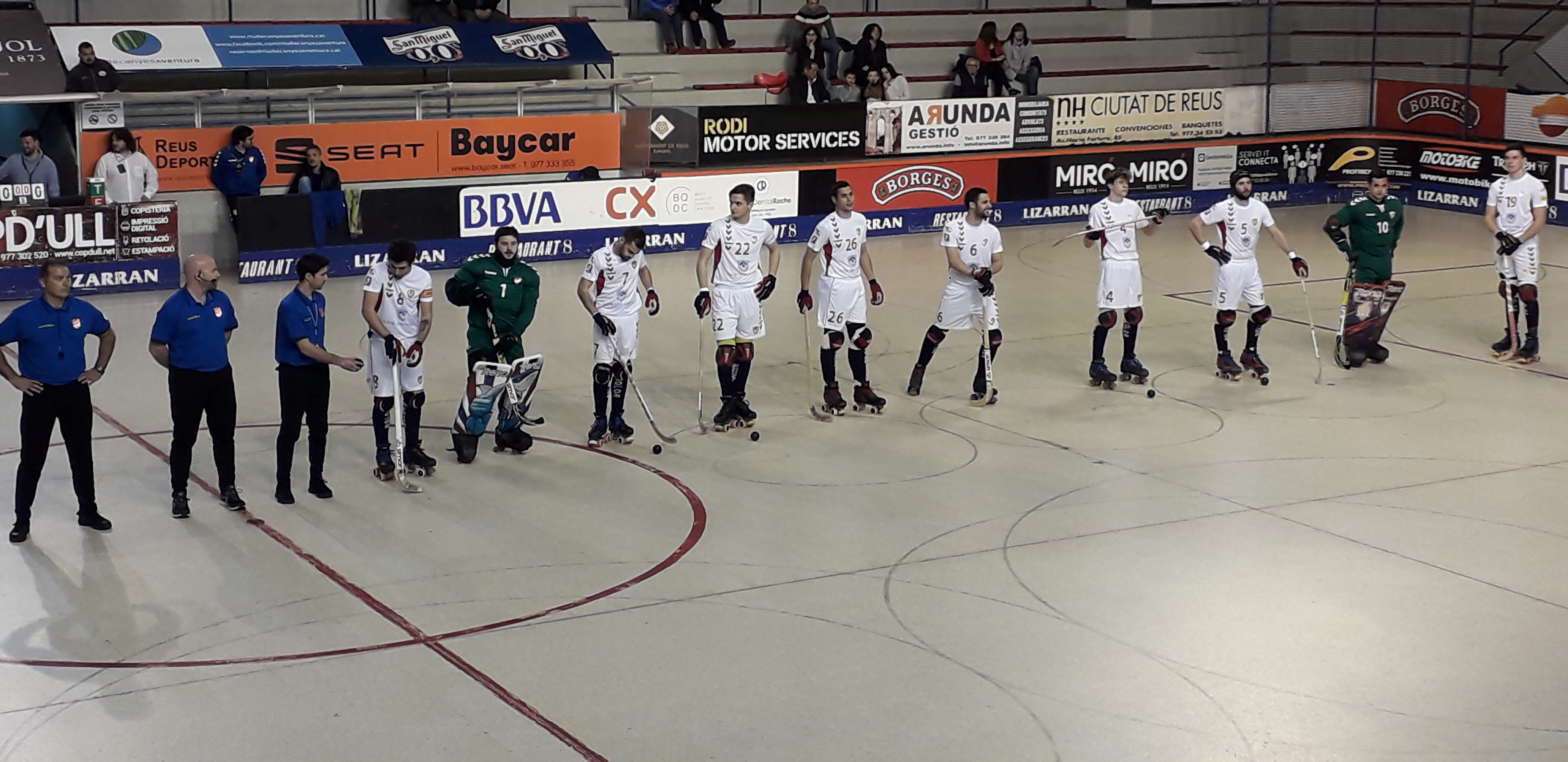
Igualada HC.

19 trofei

### Competizioni nazionali
7 trofei
- Campionato spagnolo: 5

1988-1989, 1991-1992, 1993-1994, 1994-1995, 1996-1997
- Coppa del Re: 2

1992, 1993

### Competizioni internazionali
13 trofei
- CERH European League: 6

1992-1993, 1993-1994, 1994-1995, 1995-1996, 1997-1998, 1998-1999
- Coppa CERS/WSE: 2

2023-2024, 2024-2025
- Supercoppa d'Europa/Coppa Continentale: 5

1993-1994, 1994-1995, 1995-1996, 1998-1999, 1999-2000

## Altri piazzamenti

### Competizioni nazionali
- Campionato spagnolo

2º posto: 1990-1991, 1992-1993, 2001-2002, 2003-2004
3º posto: 1987-1988, 1989-1990, 1997-1998, 1997-1998, 1999-2000
- Coppa del Re

Finale: 1961, 1989, 1996, 1997, 1998, 1999, 2002, 2004
Semifinale: 1985, 1989, 1990, 1994, 1996, 2000, 2001, 2003, 2006, 2018
- Supercoppa di Spagna

Semifinale: 2019

### Competizioni internazionali
- Coppa dei Campioni/Champions League/Eurolega

Finale: 2002-2003
Semifinale: 1989-1990, 1996-1997
- Coppa CERS/WSE

Finale: 1988-1989, 1991-1992
Semifinale: 1990-1991, 2003-2004, 2005-2006, 2009-2010, 2013-2014, 2014-2015

## Altre competizioni
- Lliga catalana: 4

1991-1992, 1992-1993, 1993-1994, 1998-1999

## Competizioni non ufficiali
- Torneo Cidade de Vigo: 2

1995, 2003